# Traje académico

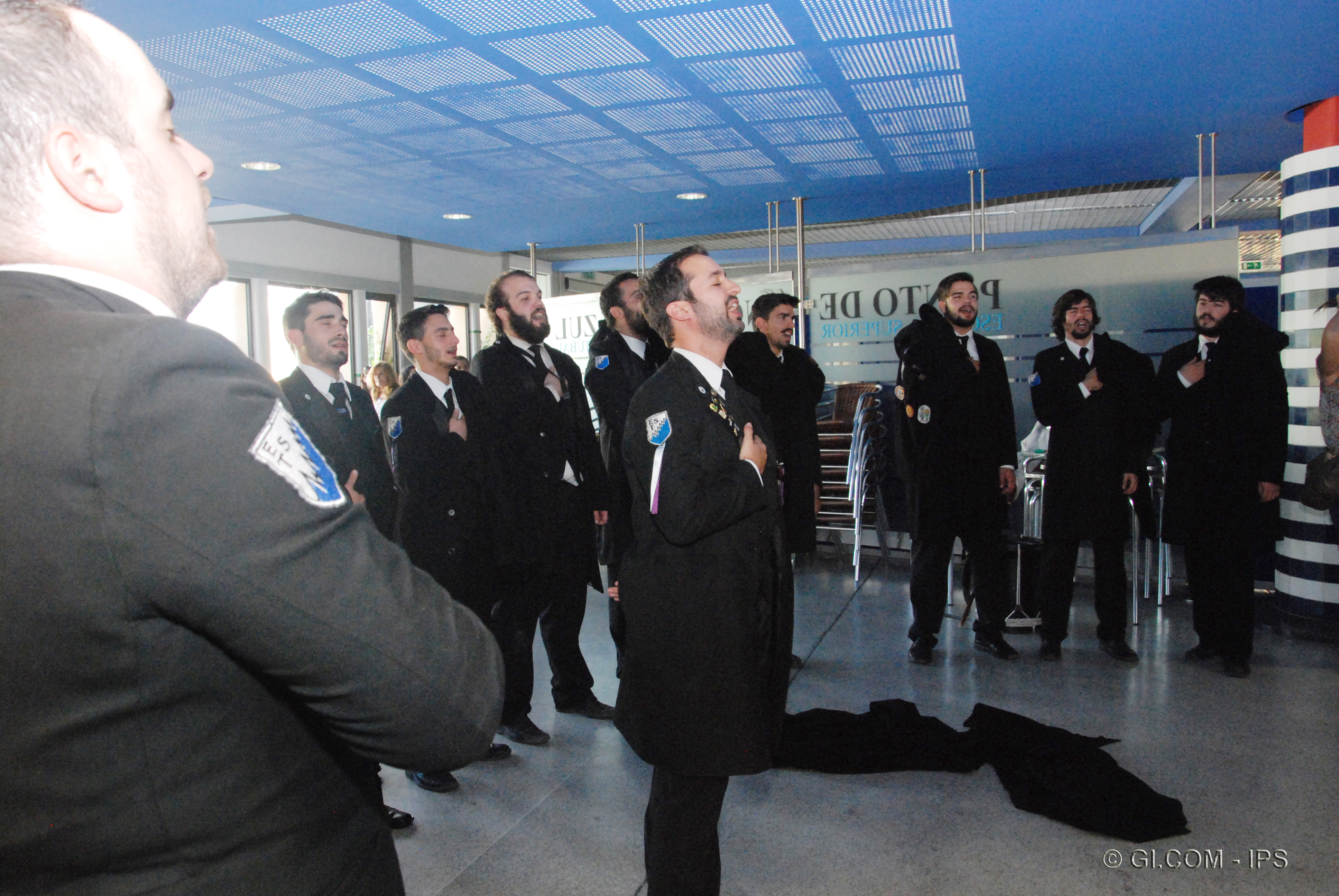
Estudantes do Instituto Politécnico de Setúbal vestidos com o traje

A capa e batina (assim tradicionalmente designado na gíria académica/estudantil) ou traje académico é o uniforme que identifica inequivocamente o estudante de Portugal.

## Origem
O traje escolar foi sempre marcado pela indumentária religiosa dos clérigos que, nos primeiros séculos da universidade, tinham o exclusivo de cursar os Estudos Gerais.
Os clérigos, esses, vestem segundo a regra da sua ordem e, também, da sua hierarquia;
As cores mais usuais eram o castanho, o pardo (que originará a figura do “pardillo” em Espanha) e o preto, não por imposição, mas proibição de cores mais garridas. A evolução do vestuário nota-se, paulatinamente, com a abertura da frequência universitária a outras classes, tornando-se mais permeável a modas (rendas, berloques, sedas, frisados, diversos tipos de chapéus/barretes, calções…), embora fortemente balizado por critérios de sobriedade e austeridade. Contrariamente ao que acontece nos códigos da praxe dos Séc. XX e XXI, os regulamentos de antanho dedicam-se muito mais a dizer o que não pode ser usado do que aquilo que o deve ser; e fazem-no sempre no sentido de evitar os excessos, a pompa e o gasto de despesas pelos estudantes que cursavam a universidade.
Nos século XVII, a tónica eclesiástica do traje foi-se acentuando, sendo de realçar a utilização da "loba", espécie de batina ou sotaina eclesiástica sem mangas, guarnecida na frente com duas filas de botões desde o pescoço até abaixo do joelho, junto com calção, capa e barrete redondo ou de cantos (o gorro só em finais do séc. XVIII).
LOBA: Vestidura eclesiástica, clerical e honorífica, que chega até o chão, cortada de maneira que nela entram os braços; dela usam também os bedéis (responsáveis pela disciplina) da universidade.
Os que não eram eclesiásticos sentiam-se impelidos a não destoar, vestindo à maneira dos clérigos, e também pela necessidade de identificar o foro académico e quem por ele estava abrangido. Os trajes assumem, pois, figura/função de uniforme, para distinguir só estudantes de outros mesteres e profissões. Desta forma, no seu início, o objetivo principal do Traje Académico, não era, como muitas vezes se diz, igualizar os estudantes, mas antes fazer distinguir os académicos na sociedade. A igualização entre estudantes acontecia (até certo ponto), porque vindo estes de estratos sociais diversificados, deviam contudo, tanto quanto possível, convergir na posição académica (o que não significa que vestissem exatamente da mesma forma, pois não vestiam).

## Batina

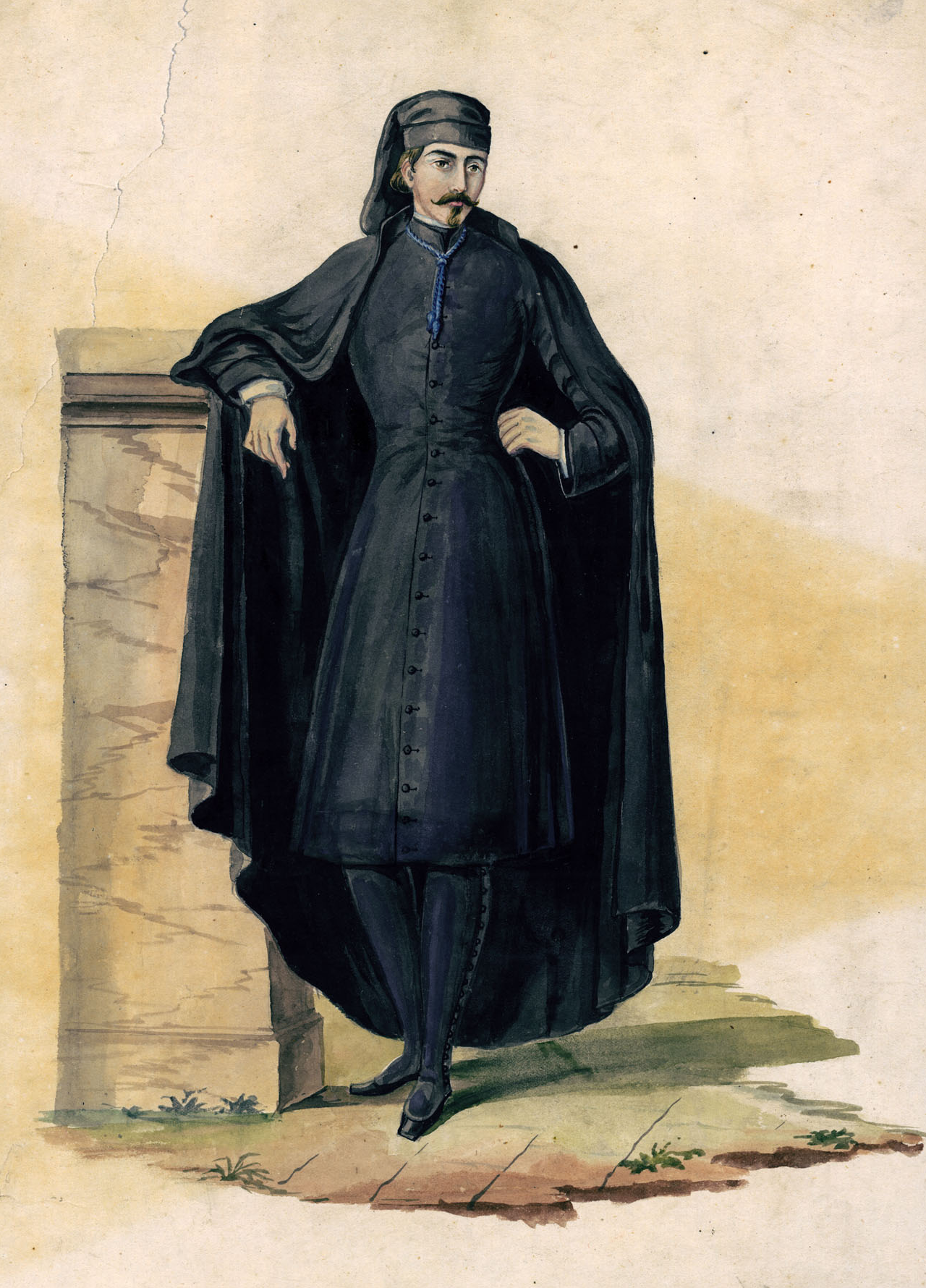
Um estudante da Universidade de Coimbra, em ilustração do século XVIII

Em inícios do séc. XVIII, a loba vai dar lugar progressivamente à “abatina”, sendo também a partir dessa época que os trajes estudantis começam a convergir para uma mesma forma de traje académico - embora essa forma estivesse dependente de flutuações de moda.
ABATINA: conjunto de capa e túnica (talar) dos abades seculares de França ou de Itália, com vestido de seda negra, capa curta, volta singela e cabeleira pequena.
É um traje perfeitamente datado na Europa (remonta à década de 1660) que foi um dos trajes corporativos dos estudantes do Real Colégio dos Nobres. A abatina é mais curta e barata que a loba e de cor negra, significando essa cor o desapego ao mundo material e os seus votos eclesiásticos.
A “abatina” estudantil, modelo talar, (que os estudantes  passam a designar apenas por “batina”)  não seria tão comprida como a dos lentes (até aos calcanhares = ”talons”), e seria até bem mais curta que a capa, pelo que o uso de calções, por exemplo,  mesmo quase não se vendo debaixo da “batina” (viam-se apenas as meias), se mantivesse. Paulatinamente o traje de abatina passa a ser usado com capa comprida, como no Colégio dos Nobres, e como o vinham a fazer alguns estudantes da Universidade de Coimbra desde 1718.
Durante muito tempo o uso da capa e batina foi obrigatório para o estudante, tal como, aliás, para o lente, ainda que este usasse uma batina comprida até aos pés. Entre 1718 e 1834, esta obrigatoriedade estendia-se a toda a cidade. De 1834 até à implantação da República, em 1910, a capa e batina era apenas obrigatória dentro do perímetro da Universidade, estendendo-se o seu uso, a partir de segunda metade do séc. XIX a todos os liceus do país (que pediam licença ao governo para poderem usar o traje).

## A Capa e Batina atual
A atual Capa e Batina é resultante da imposição de uma nova configuração nas roupagens estudantis, motivadas por um forte anticlericalismo. Esse antagonismo para com a Igreja tem raízes já no Marquês de Pombal que quis acabar com o traje, porventura demasiado “Jesuístico” para o seu gosto, aquando da reforma que fez da Universidade, em 1772.
Na segunda metade do século XIX, empurrado pelo vento do Liberalismo e ideais republicanos (anticlericais) o hábito talar tradicional dá lugar a um traje burguês citadino, singelo em tecido e figurino, figura de progressismo Europeu. A capa só fica porque os estudantes nunca dela se quiseram desfazer (o romantismo estético reservou-lhe lugar especial no imaginário masculino das vivências anónimas e do heroísmo individualizado, o ideário das gestas de capa e espada), pois estava prevista a sua abolição.
Expoente máximo dessa luta contra a afinidade eclesiástica do traje foi o odiado reitor Basílio que, em 1859, ordenou aos estudantes que usassem a batina aberta por detrás, abotoada pelas costas e cosida adiante com uma ordem de pequenos botões de cima abaixo e determinou que os archeiros metessem na prisão os estudantes que andassem com a batina aberta e indecente.
Em 1888, um profundo especialista da cultura e dos trajes populares, José Ramalho Ortigão, duvidou da pertinência do discurso. A partir do momento em que o traje académico se transformava num produto esteticamente inferior à maior parte das peças usadas pelos camponeses portugueses, como traje domingueiro, para se nivelar com o chamado traje ou fato de trabalho, tornara-se difícil descortinar-lhe traços de progressismo.
É tardiamente, em 1889(?), que os alunos do 3ºano da Escola Médico-Cirúrgica do Porto, se lançam no uso capa e batina, que já era envergado pelos escolares do Liceu. A formação da Tuna Académica do Porto, por 1888-90, com alunos do liceu, da Politécnica e da Médico-Cirúrgica, o nacionalismo gerado pelo Ultimatum, e requentado pelo 31 de Janeiro de 1891, e o debutar de festividades carnavalescas e de fim de ano (Enterro da Farpa, Festa da Pasta), terão ajudado a sedimentar a capa e batina na cidade do Porto.
Em Lisboa, a capa e batina está em uso nas escolas superiores desde pelo menos 1890 inequívocos que são os relatos sobre a digressão a Espanha da Estudantina da Escola Médico-Cirúrgica (1890) e formação da Tuna Académica de Lisboa (1895), seguindo-se as Tunas do Liceu e Escola Polotécnica (escolas onde já se usaria capa e batina de forma menso expressiva).
Em 15 de Outubro de 1898, o periódico "O Conimbricense" informava que “a calça nem sempre é preta. A gravata, umas vezes encarnada outras branca, e, só por esquecimento, é que ela é preta… A capa é usada com frequência dobrada e deitada sobre um dos ombros, trazendo-a muitas vezes na mão. E aqueles que querem usar bengala fazem-no…”.
O traje estudantil é mal-amado pelos estudantes da época que olham para o mesmo como símbolo retrógrado  numa sociedade progressista e moderna. Há um relaxar dos costumes, também movidos por ímpetos irreverentes de contestação.
É costume verem-se alguns  estudantes de cartola, embora a irreverência seja, até, andar em cabelo, e os coletes, por exemplo, ostentam vários feitios e cores.
Em Março de 1907, em pleno eclodir da greve académica que viria a alastrar a todo o país, um lente propôs, no Conselho de Decanos, "que se tratasse de obter, no mais curto prazo possível, a abolição da capa e batina, visto ser esse trajo uma das causas das irregularidades dos estudantes, havendo tanto mais razão para a abolir, quanto já não é usada a rigor."

## Cronologia no século XX
- 1910: a 24 de outubro, decorridos apenas 19 dias sobre a sua implantação, a República tornou a capa e batina de uso facultativo (Decreto de 23.10.1910) e por pouco não decretava a sua proibição.

Os alunos da UC, da TAUC e do Orfeon Académico manifestaram vontade de continuar a envergar o traje, e o mesmo fez, entre 1911-1912, Universidade do Porto, Tuna e Orfeão. A maior parte dos liceus manteve a capa e batina que já era usada desde a segunda metade do século XIX, ou a ela aderiu.
- 1915/16: O traje feminino é “inventado” nos liceus de Lisboa e Porto, sendo o mesmo à base de tailleur saia-casaco e capa, o qual só muito tardiamente entrou nas universidades, mas que foi largamente popularizado noutros liceus do país e algumas escolas superiores.
- 1916: Em Março, sem prévia consulta à Academia de Coimbra , os estudantes universitários do Porto resolveram, por maioria, usar capa e batina e uma fita na lapela (o comum era no braço), da cor da respectiva faculdade.
- 1924: Em Outubro, por ter sido proibido, pelo Reitor de um Liceu de Lisboa, que uma aluna usasse capa e batina, os seus colegas decretaram uma greve em sinal de protesto.

Em Novembro, visto o uso do traje se manter como traço cultural identitário, o governo decretou a permissão do uso de capa e batina aos estudantes de ambos os sexos das Universidades, Liceus e Escolas Superiores. A promulgação do Decreto nº 10.290, de 12.11.1924, procedeu à nacionalização da capa e batina nos liceus e ensino superior como Traje Nacional do Estudante Português.
- 1933: O filme “A Canção de Lisboa” deixa antever um realidade que, contudo, não era generalizada. Em Lisboa, salvo um ou outro liceu e a Faculdade de Direito (então no Campo de Santana), o uso da a capa e batina era rarefeito.
- 1946: É adoptado o traje feminino no Porto, pela mão das alunas sócias do Orfeão.
- 1951: É adoptado o traje feminino em Coimbra, devido à acção das sócias do Teatro dos Estudantes (TEUC), seguindo-se generalização não pacífica decretada em 1954 pelo Conselho de Veteranos.

Ao final dos estudos está geralmente associado o "rasganço" de toda a indumentária académica, com excepção da capa.
Aos rapazes rasga-se a roupa toda com excepção dos colarinhos, punhos, capa e gravata. Às moças rasga-se apenas e só o que se não rasgou aos rapazes, isto é, os colarinhos, punhos, laço ou gravata e meias, a capa também não se lhes rasga.

### Pasta da praxe
Fixando um ponto de referência, podemos dizer que na segunda metade do séc. XIX apenas os estudantes Quintanistas, usavam Pasta – Pasta de Luxo. Já utilizadas em 1850, estas eram de qualquer cor (mas normalmente da faculdade), em tudo similares às pastas vendidas nas livrarias da especialidade: duas talas de cartão dobradas, fechando com o auxílio de 3 ordens de pequenas fitinhas de cada lado, ou seja, cada Pasta tinha 6 pequenas fitas que serviam para atar a mesma com nós e laçarotes.
Mais tarde, com a magnificência das Récitas dos Quintanistas é que se definiram as famosas Pastas de Luxo nas Faculdades de Direito e Teologia, já de Fitas Largas, caídas para fora, presas às telas forradas de rico cetim bordado, veludos com embutidos de prata, ouro e mármore.
As Pastas de couro ou cabedal, embora menos vistosas, mas bem  mais baratas, generalizam-se na primeira década do séc. XX, introduzidas nomeadamente pelos estudantes militares (e também em voga nos geógrafos, arqueólogos e outros especialistas nos seus trabalhos de campo, contrastando com o luxo ostensivo das pastas dos quintanistas e podendo ser usadas pelos demais estudantes no seu quotidiano, então sim, para transportar sebentas (as de luxo serviam apenas para a festividade de fim de curso). O seu uso generalizado no Porto  desde finais do séc. XIX, alargou-se a Coimbra e a todo o país.

## Pasta da praxe e fitas de finalista
As Fitas dos Finalistas têm origem nas fitas que usualmente se utilizavam para “abotoar” a Pasta da Praxe. Tornaram-se mais largas e compridas com o intuito de serem assinadas.A tradição manda que sejam 8, simples e lisas, na cor da faculdade/curso, não se sabendo exactamente porque passaram das originais 6 fitas para 8, mas poderá ser por uma questão de um equilíbrio, havendo, assim, um par por cada ponto cardeal. Não é, pois, da Praxe, usarem-se mais que 8 fitas visíveis na Pasta da Praxe. Diz-se “Queima das Fitas”, mas o que na verdade se queima é o grelo (fita mais estreita e comprida) e não as fitas dos finalistas.Inicialmente  num buraco no meio do chão, depois num penico de esmalte e, mais tarde, em caldeirões de barro (em razão do número elevado de estudantes).

## Emblemas e escudos na capa
O uso de emblema na capa remonta aos anos 30/40, mas restringia-se quase só ao monograma da Briosa (datado de 1929) que os jogadores usavam no equipamento. Sendo eles quase todos alunos da UC, passaram a cosê-lo também nas suas capas.Rapidamente os adeptos e simpatizantes fizeram igual.
Na década de 1940, os orfeonistas também o começam a coser na capa o emblema do Orfeão, por dentro da capa. Nos anos 50 aparecem o Coro Misto e o Coral das Letras, que replicam as práticas anotadas para os anos 30 e 40.
Será essencialmente com a influência das tunas espanholas (por contágio da “moda mochilera” e dos inter-rails) que, a partir dos anos 80 do séc. XX (boom das tunas e das tradições académicas), se generaliza o uso de emblemas nas capas. A tradição manda que sejam colocados apenas emblemas  dos organismos a que se pertence academicamente, cidade e país de origem, local de estudo e visitados em missão oficial (extensível a instituições visitadas ou contactadas).

## Pins e alfinetes
Os "pins" (alfinetes, crachás…) terão inspiração na ferraria militar - não esquecendo a forte presença de militares a cursar as universidades, que trajavam num misto de uniforme militar e capa de estudante. Exprimem historicamente a pertença a um grupo/especialidade, fraternidade ou, então, expressam o reconhecimento de feitos.
A únicas tradições que se conheciam eram o porte de monograma na lágrima da guitarra, o que só acontece a partir de 1905, e na pasta de luxo com fitas de seda (distintivo do curso). Também a heráldica da faculdade era permitida em lenços de mão, fivelas e botões de punho.
Na lapela esquerda do portador, usa-se o alfinete/pin da instituição/faculdade que se cursa. Os tunos que já não são estudantes, trocam, muitas vezes esse pelo da Tuna. Excepcionalmente se permite, por vezes, o uso de um segundo (monograma da Tuna, A.E., etc.). Os demais seguem a tradição dos emblemas, e são/ou deveriam ser colocados no colete.

## Relógios e Capa e Batina
Nunca houve qualquer referência à proibição do uso de qualquer relógio com a Capa e Batina. Não há, aliás, qualquer menção documental a dizer que é mais adequado o de bolso ou de pulso.
O relógio de pulso torna-se, a partir de finais do  séc. XIX, adereço imprescindível da toilette masculina, e torna-se, inclusive, referência social para diferenciar o lado esquerdo do direito, dizendo a etiqueta que “o lado esquerdo é o do braço onde colocamos o relógio.” Em Portugal, o relógio populariza-se  muito rapidamente a partir de 1914, e é rapidamente adoptado pelos estudantes de capa e batina. O relógio de bolso (muitas vezes em ouro ou prata) perde, assim, gradativamente, espaço para o de pulso (mais na moda e mais prático). O relógio de bolso tornou-se peça de estimação e de valor nem sempre compatível com a bolsa ou tipo de vida dos estudantes (quando o de pulso era bem mais barato). A partir da década de 1950 o relógio de bolso era já uma raridade com o porte de capa e batina.
“(…) só uma sociedade de abastança e desperdício como a de hoje se pode dar ao novo-riquismo de adquirir um relógio de bolso (quando muitos nem relógio têm e usam o telemóvel) para usar meia dúzia de dias, que é o tempo que muitos hoje vestem a capa e batina.” (Zé Veloso – in Penedo d@ Saudade).

## Insígnias de finalista
Na festa da Queima das Fitas, tradicionalmente no mês de Maio, os estudantes que concluem cursos desfilam no cortejo alegórico, desde a década de 1930, vestidos com cartola e bengala de fantasia na cor dos respectivos cursos (excepto as dos veteranos que são cartolões pretos), numa claro reeditar dos antigos desfiles carnavalescos, que eram, antigamente, uma das maiores celebrações estudantis.
Como adereços carnavalescos que são, ninguém os considera, de facto, insígnias de Praxe, mas podemos tê-las como “insígnias de finalista”.
A cartola e bengala, usam-se desde a manhã do dia do cortejo alegórico até ao último dia da Queima das Fitas, podendo o portador andar com a pasta com as fitas assinadas, mas não podendo usar capa de estudante.
A tradição de bengalar a cartola também era desconhecida em Coimbra (ou pelo menos não existia até à década de 1990). À luz da cultura local seria uma afronta e uma desonra alguém bater na cabeça de um quintanista fitado. Essa tradição é importada do Porto, porventura inspirada nas festas de S. João.

## Outros trajes
A partir da década de 1990, assistiu-se a um movimento de "emancipação" que visava, por parte dos estudantes da emergentes instituições de Ensino Superior, demarcarem-se de Coimbra e primar por tudo o que pudesse criar uma identidade e distinção. Nesse movimento alegava-se que o Traje Nacional (Capa e Batina) era de Coimbra e que, por isso, deviam ter um próprio, identificativo da sua instituição e região, para isso repescando peças da indumentária etnográfica/folclórica e, assim, criando trajes "académicos".
Como hoje se percebe, esse movimento assentou num erro crasso, pois a "Capa e Batina" não era (nem é) traje de Coimbra (para isso é preciso ir ao folclore, aos ranchos locais), nem um traje académico existe para identificar o local ou instituição em que se estuda. O Traje Nacional é, com efeito, um traje estudantil e não a expressão de uma geografia. Por outro lado, a quase totalidade (senão mesmo todos) esses novos trajes assentam num outro enorme e falacioso erro: pretenderem ser trajes estudantis (expressivos do foro académico), mas usando peças e roupagens do povo. Ora se o traje estudantil foi criado para distinguir o estudante, é um contra senso e paradoxo usarem-se peças do folclore e etnografia regional onde  a figura do estudante é inexistente. Com efeito, o Traje Académico é um traje corporativista (uniforme estudantil), e não pano identitário de uma localidade ou de uma actividade agrícola, piscatória ou outra que não a estritamente expressiva da condição de estudante (figura inexistente na etnografia e folclore).